# El Xalet (Sant Jaume d'Enveja)
El Xalet és un edifici de Sant Jaume d'Enveja (Montsià) inclòs en l'Inventari del Patrimoni Arquitectònic de Catalunya.

## Descripció
És un edifici aïllat de planta rectangular. Consta de planta baixa i un pis, utilitzats com a habitatge. Les obertures són rectangulars, especialment grans a la façana, on es distribueixen simètricament en tres carrers. Al central corresponen la porta central, de dues fulles, i un balcó superior amb balustrada d'obra. Als laterals hi ha dues finestres a la planta i dos balcons ampitadors al pis. Al lateral dret hi ha un cos diferenciat que sembla afegit posteriorment i integrat com a habitatge. La coberta és un terrat amb barana d'obra rematada en el sector central de cada costat i a la façana per un senzill plafó convex. Emmarcant aquest plafó i als angles, hi ha pinyes decoratives.
El parament exterior de l'edifici és arrebossat i emblanquinat. El de la façana està dividit en registres i amb emmarcament a les obertures. El canvi de nivell és assenyalat a l'exterior per una cornisa amb perfil mixtilini. Al davant de l'edifici hi ha el jardí. A voltant i al sector posterior hi ha edificacions senzilles amb funció agrícola.